# Tabora
Tabora è una città della Tanzania, capoluogo della regione omonima e del distretto omonimo.

## Storia
La città fu fondata alla metà del XIX secolo, col nome di Kazeh, dagli arabi e divenne un centro importante nel commercio degli schiavi. Nel 1885 la regione divenne protettorato tedesco (col nome di Africa Orientale Tedesca) ma l'amministrazione coloniale ebbe per diversi anni grandi difficoltà a mantenere il proprio controllo su Tabora, che ancora nel 1891 veniva descritta dai viaggiatori come "un luogo senza legge". La situazione successivamente mutò al punto che Tabora divenne un centro amministrativo per l'intera regione.
Durante la prima guerra mondiale la città fu presa dalla Force Publique (l'esercito coloniale del Congo belga) il 19 settembre 1916.

## Collegamenti
Tabora è collegata a Dodoma e Mwanza da strade sterrate. Vi si trova inoltre una stazione ferroviaria della Central Railway, che congiunge Tabora verso nord con i centri sul Lago Tanganica e verso nord con Mwanza.